# Territoriet Ny Guinea
Territoriet Ny Guinea var navnet på et australsk kontrolleret, folkeforbund-mandatsområde på den nordøstlige del af øen Ny Guinea, og nogle omkringliggende øer, terriotoriet eksisterede mellem 1920 og 1949. De syd-østlige del af øen Ny Guinea var en særskilt australske koloni, Territoriet Papua, indtil 1949.
5°S 145°Ø / 5°S 145°Ø